# (473143) 2015 KL6
(473143) 2015 KL6 es un asteroide perteneciente al cinturón de asteroides, descubierto el 16 de enero de 2008 por el equipo del Spacewatch desde el Observatorio Nacional de Kitt Peak, Arizona, Estados Unidos.

## Designación y nombre
Designado provisionalmente como 2015 KL6.

## Características orbitales
2015 KL6 está situado a una distancia media del Sol de 3,182 ua, pudiendo alejarse hasta 3,349 ua y acercarse hasta 3,014 ua. Su excentricidad es 0,052 y la inclinación orbital 11,39 grados. Emplea 2073 días en completar una órbita alrededor del Sol.

## Características físicas
La magnitud absoluta de 2015 KL6 es 16,3.